# Magdeleine Paz
Pour les articles homonymes, voir Paz et Marx.
Magdeleine Legendre, épouse Marx puis Paz (1889-1973), est une journaliste française, écrivaine et militante dans des mouvements politiques de gauche et de défense des droits de l’Homme.

## Biographie

### Militante de gauche, opposée au régime stalinien
Magdeleine Antoinette Legendre naît le 6 juillet 1889 à Étampes. Elle épouse l’écrivain de tendance socialiste Henry Marx (1882-1954).
Magdeleine Marx participe à la Ghilde Les Forgerons, une communauté d'amis née en 1911 parmi d'anciens élèves du collège Chaptal à Paris. Vouée à « l'Action d'Art », composée de jeunes de tendances socialistes ou anarchistes, elle est animée par Luc Mériga (pseudonyme de Maurice Liger, biographe de Jean Jaurès). Le groupe joue dans les milieux pacifistes un rôle important pendant la Première Guerre mondiale, en prenant de nombreuses initiatives culturelles et notamment en publiant la revue La Forge. L'unité du groupe ne résiste pas au conflit qui divise le socialisme français en 1920. Elle rejoint en 1919 le mouvement Clarté, groupe animé par Henri Barbusse et Paul Vaillant-Couturier, participe au premier numéro de la revue éponyme et figure à son comité de rédaction en 1921.
Avec Hélène Brion et Madeleine Pelletier, Magdeleine Marx, fait partie de la poignée de Français qui parvinrent à accomplir le « voyage aventureux » en Russie (1920-1922). Elle publie en 1923 son premier reportage « C’est la lutte finale ! », lequel est enthousiaste.
Après s'être séparée de Henry Marx, Magdeleine épouse Maurice Paz en 1924, l'un des fondateurs du Parti communiste français devenu dirigeant de l’Opposition de gauche, puis proche de Léon Trotski, avant de s’en séparer avec vigueur en 1929. En 1927, elle est exclue du PCF. Elle s’engage fortement en faveur des écrivains menacés, comme le Russe Victor Serge. Trotski, qui s’était fâché avec le couple Paz, lui en fera crédit : « Magdeleine Paz a lutté pour votre libération : c'est la seule action digne d'éloge qu'elle ait faite de sa vie ».
Magdeleine Paz participe au Congrès international des écrivains pour la défense de la culture, présidé par le Français André Gide, qui se tient à Paris, au palais de la Mutualité du 21 au 25 juin 1935. Le 25 juin, au cours de la dernière séance du congrès, Magdeleine Paz réussit, malgré les tentatives d'obstruction des écrivains soviétiques, à soulever le cas de Victor Serge et à réclamer sa libération. Elle est appuyée par Charles Plisnier, romancier belge socialiste, collaborateur d’Esprit, l’ancien diplomate italien Gaëtan Salvemini et l'anarchiste Henry Poulaille. À la suite des interventions d’André Gide et de Romain Rolland auprès de l’ambassadeur d’Union soviétique à Paris, Victor Serge obtiendra l'autorisation de quitter le territoire soviétique.
Comme Maurice Paz, Magdeleine Paz adhère en 1931 au parti socialiste SFIO, où elle figure dans la minorité.

### Engagement pacifiste et pour les droits de l’Homme
Magdeleine Paz participe à la fondation en 1935 du « Comité de liaison contre la guerre et l’union sacrée » avec l’écrivain Jean Giono, la philosophe Simone Weil, le syndicaliste Pierre Monatte et Henry Poulaille. Magdeleine Paz est membre en 1936 du bureau du « Comité de vigilance des intellectuels antifascistes », où elle est décrite comme représentant une « minorité socialiste ».
Elle est également pionnière de l’antiracisme et du droit des étrangers. Elle réalise dans les années 1930 une série de reportages en Afrique du Nord, dans lesquels elle met en lumière la situation misérable des populations colonisées, alors confrontées à un épisode de famine.
Adhérente à la Ligue des droits de l'Homme, elle s’en retire à la suite du refus de celle-ci de condamner la situation en Union soviétique, et plus particulièrement les procès de Moscou, lors du congrès d’Avignon en 1938 en compagnie de sept autres personnes. Les démissionnaires sont le journaliste pacifiste Georges Pioch, le philosophe anticolonialiste Félicien Challaye, le député-maire (radical) de Mantes (Seine-et-Oise) Gaston Bergery ainsi que les historiens Léon Émery, Georges Michon et Élie Reynier.
En septembre 1938, Magdeleine Paz fonde avec Yvonne Hagnauer et Jeanne Alexandre la Ligue des femmes pour la Paix, en réaction aux tensions occasionnées par les accords de Munich entre les dirigeants français et anglais avec Hitler. Elle se retire de la vie politique après l’entrée en guerre en 1939.

### Écrivaine féministe, sensible à la situation des Noirs
Écrivaine, Magdeleine Paz met en avant les thèmes féministes dans son œuvre. Elle s’attache également à la situation des Noirs américains face à la ségrégation raciale. Elle traduira de nombreux livres, notamment de l’anglais, ainsi que quelques films.
En 1947, Magdeleine divorce de Maurice Paz. Elle est morte le 12 septembre 1973 à Paris (16e arrondissement).
La ville d’Angoulême en Charente a baptisé une de ses voies « rue Magdeleine-Paz ».

## Sources
- Trotski (Léon), Lettre à Victor Serge, 29 avril 1936, in Œuvres, t. 9, EDI, Paris, 1980.
- Desanges (Paul), "Chronique d'une communauté militante : Les Forgerons (1911-1920)", Le Mouvement social, no 91, Culture et militantisme en France : De la Belle Époque au Front Populaire, printemps 1975.
- Correspondance de Henry Marx, 1932-1934.
- Mathieu (Anne), « Magdeleine Paz journaliste : une femme contre toutes les oppressions », ADEN, no 6, octobre 2007, Groupe interdisciplinaire d'études nizaniennes, Paris.
- Anne Mathieu, Jean Prugnot et Nicole Racine, « PAZ Magdeleine [MARX Magdeleine, née LEGENDRE Magdeleine », Le Maitron.

## Œuvres
- Femme, Flammarion, Paris, 1919, avant-propos de Henri Barbusse.
- C'est la lutte finale ! (Six mois en Russie soviétique), Flammarion, Paris, 1923 ; De Communistische Gids 3, 1924.
- La Perfide (Par les routes d'Asie Mineure), Flammarion, Paris, 1925.
- Notre père , sans nom d'éditeur, 1925.
- Une grande grève aux États-Unis : Passaic, 1926, Librairie du Travail, Paris, 1927.
- Frère noir, Flammarion, Paris, 1930.
- Vue sur l'Amérique. L'affaire Mooney-Billings. Le lynchage de Scottsboro. Le drame de Harlan., Editions du Comité Tom Mooney, Paris, 1932.
- Une seule chair, Corréa, 1933.
- Femmes à vendre, Rieder, Paris, 1936.
- Aux portes du camp de rassemblement des sujets allemands et autrichiens,  Le Populaire, 12. septembre 1939, p. 1-2 ; réimpression en Hanna Schramm, Barbara Vormeier: Vivre à Gurs. Un camp de concentration français 1940 - 1941. Maspero, Paris 1979  (ISBN 2707110701) p. 287 - 290 (livre traduit de l'allemand ; M. Paz seulement dans la version française).
- La vie d'un grand homme, George Sand, Corréa, 1947.
- Je suis l'étranger (Reportages, suivis de documents sur l'affaire Victor Serge). Textes réunis, présentés et annotés par Anne Mathieu. Biographie chronologique par Anne Mathieu. Éditions La Thébaïde, 2015.